# Sully Prudhomme
Sully Prudhomme (s polnim imenom René François Armand Prudhomme), francoski filozof, pesnik, esejist in nobelovec, * 16. marec 1839, Pariz, Francija, † 6. september 1907, Châtenay-Malabry.
Prudhomme se je sprva izučil za strojnika, vendar je kasneje postal filozof in se na koncu bolj posvetil pesništvu. Leta 1901 je postal prvi dobitnik Nobelove nagrade za književnost. Ta odločitev podeljevalca je sprožila precej začudenja kritiške javnosti in nekaj protestov, saj so vsi pričakovali, da jo bo prejel Tolstoj, ki je veljal za največjega živečega literata. Prudhommeovo delo velja danes za povprečno in je v nasprotju s Tolstojevim praktično pozabljeno, a je na prelomu stoletja veljalo za manj radikalno, kar je bilo bolj pogodu tradicionalistični komisiji. Poleg tega je imel Prudhomme močno podporo Académie française.

### Poezija
- Stances et poèmes, 1865.
- Les épreuves, 1866.
- Les solitudes: poésies, A. Lemerre (Paris), 1869.
- Les destins, 1872.
- La France, 1874.
- Les vaines tendresses, 1875.
- Le Zénith (pesem), objavljena v zborniku Revue des deux mondes, 1876.
- La justice (pesem), 1878.
- Poésie, 1865-88, A. Lemerre, 1883-88.
- Le prisme, poésies diverses, A. Lemerre (Paris), 1886.
- Le bonheur (pesem), 1888.
- Épaves, A. Lemerre, 1908.

### Proza
- Œuvres de Sully Prudhomme (poezija in proza), 8 knjig, A. Lemerre, 1883-1908.
- Que sais-je? (filozofija), 1896.
- Testament poétique (eseji), 1901.
- La vraie religion selon Pascal (eseji), 1905.
- Journal intime: lettres-pensée (dnevnik), A. Lemerre, 1922.